# Benini labdarúgó-szövetség
A benini labdarúgó-szövetség (franciául: Fédération Béninoise de Football, rövidítve: FBF) Benin nemzeti labdarúgó-szövetsége. A szervezetet 1962-ben alapították, 1962-ben csatlakozott a Nemzetközi Labdarúgó-szövetséghez, 1969-ben pedig az Afrikai Labdarúgó-szövetséghez. A szövetség szervezi a Benini labdarúgó-bajnokságot. Működteti a férfi valamint a női labdarúgó-válogatottat.